# どロック!
どロック!とは、毎日放送開局60周年記念企画として2010年8月27日深夜～8月28日未明に開催されるオールナイト・ロックフェスティバルである。

## 概要
毎日放送では日本の民間放送第1号（中部日本放送と同日）として1951年9月1日に開局して以来、60周年を迎えるに当り、8月26日から9月3日を中心に各種特別番組を実施するが、その目玉企画の一つである。
このロックフェスティバルは、MBS開局60周年のテレビ・ラジオ連動型オールナイト特別番組の一環として企画されたものであり、関西出身でメジャーレーベルで活躍しているか、あるいは関西在住のロック歌手を一堂に会してのコンサートを展開するというもの。
- 開催日　2010年8月27日23時開場・8月28日0時開演
- 会場　シアターBRAVA!（大阪市都島区）
深夜開催のイベントであるため、高校生以下の未成年者は保護者同伴を含め入場不可
- 出場アーチスト　ガガガSP、→Pia-no-jaC←、ザ50回転ズ、セカイイチ、chaqq、Sawagi、Brian the Sun、The Pantrys

## 特別番組
- テレビ　8月28日0:20-5:30　「徹夜でジャルジャル!関西2000万人の大自慢アワード」
この番組内でMBS茶屋町本社スタジオと随時中継しながら演奏の一部を紹介。
- ラジオ　8月27日22:00-8月28日4:40　「朝までうたぐみ」
MBSうたぐみ Smile×Songsの時間拡大版。通常の金曜（担当・吉竹史アナ）は途中0:30-1:00の中断をはさみ2:00までの放送であるが、この日は途中の中断を挟まないで時間も3時間10分拡大した特別番組とした。この日は吉竹アナ以外の他の曜日の担当アナウンサー5人全員、斉藤アナ、U.K.、ヤナギブソン、宇都宮まきなども出演し、どロック!の会場から全編生放送し、ゲストの生インタビューがあったり、ライブ音源を撮って出しでオンエアなど行った番組。